# Congregação de Jesus Sacerdote
A Congregação de Jesus Sacerdote (em latim Congregatio Iesu Sacerdotis) é um instituto religioso masculino de direito pontifício. Os membros desta congregação clerical, popularmente chamada de Venturini, adiam a abreviatura C.G.S..

## Pano de fundo
O instituto, originalmente denominado "Congregação Sacerdotal dos Filhos do Coração de Jesus", foi fundado em Cavarzere, na província de Veneza, em 7 de dezembro de 1926 pelo padre italiano Mario Venturini (1886 - 1957) e foi erigido canonicamente em 28 Junho de 1946: posteriormente, a obra foi transferida para Trento.
A Santa Sé aprovou o instituto em 1º de fevereiro de 1951 e, a seguir, definitivamente em 8 de dezembro de 1982.

## Atividades e divulgação
O propósito dado pelo fundador à congregação é o de “ajudar os membros do clero por todos os meios a viver à altura de sua dignidade”; os padres Venturini se dedicaram à confissão e direção espiritual, pregando retiros e exercícios espirituais, auxiliando em seminários e dirigindo lares de idosos e casas de repouso para padres.
Eles estão presentes na Itália e no Brasil; a sede fica em Trento.
Em 31 de dezembro de 2005, a congregação tinha 9 casas e 39 religiosos, 30 dos quais eram sacerdotes.